# Falns
De Falns is een vierassige goederenwagon -een zogenaamde zelflosser- die gebruikt wordt voor kolentreinen. De wagon heeft aan de zijkant kleppen, zodat de lading met behulp van de zwaartekracht gelost kan worden, wat betekent dat de lading door de kleppen uit de laadruimte stroomt. Aan de bovenkant zijn de wagons open, zodat de lading er van bovenaf ingestort kan worden.
De typeaanduiding Falns heeft de volgende betekenis :
| F | = | open stortwagen                                                   |
| a | = | met 4 assen                                                       |
| l | = | aan twee zijden tegelijk zelflossende bulkwagon met opengaand dak |
| n | = | totaalgewicht > 60 t                                              |
| s | = | maximumsnelheid 100 km/h                                          |
De Falns lijkt op de Falrrs die gebruikt wordt voor ertstreinen, maar heeft een normale schroefkoppeling. De Falns zijn voornamelijk te zien op de trajecten van de Maasvlakte (via Kijfhoek) en Amsterdam Houtrakpolder (via Utrecht en Geldermalsen) over de Betuweroute naar Duitsland.